# Резолюция 256 на Съвета за сигурност на ООН
Резолюция 256 на Съвета за сигурност на ООН е приета единодушно на 16 август 1968 г. по повод ситуацията в Близкия изток.
Като припомня съдържанието на Резолюция 248 и съдържащите се в нея предупреждения към Израел по повод извършените от него нарушения на обявеното от Съвета прекратяване на огъня в региона, Резолюция 256 осъжда две въздушни атаки, извършени от израелските военновъздушни сили на територията на Йордания, които според Съвета за сигурност представляват щателно планирана и широкомащабна военна операция на въоръжените сили на Израел срещу Йордания. Като изказва съжаление относно човешките жертви и материалните щети, причинени от действията на Израел, Съветът определя военните нападения като грубо нарушение от страна на Израел на Устава на ООН и на Резолюция 248 и предупреждава израелската страна, че ако подобни нарушения бъдат повторени, то Съветът ще бъде принуден да отчете неспазването от страна на Израел на настоящата резолюция.